# Центральный горно-обогатительный комбинат
ЧАО «Центральный горно-обогатительный комбинат» (ЧАО «ЦГОК») — горно-обогатительное предприятие в Кривом Роге, находящееся в собственности консорциума System Capital Management.

## История
- 1961 — произведена первая тонна железорудного концентрата;
- 1967 — произведена первая тонна окатышей;
- 2002 — произведено 4,12 млн тонн концентрата и 1,88 млн тонн окатышей.
- 2019 — произведено 4430 тыс. тонн концентрата и 2437 тыс. тонн окатышей.
- 2020 — произведено 4840 тыс. тонн концентрата и 2460 тыс. тонн окатышей.[1]

## Технологический процесс
ЦГОК имеет полный технологический цикл — от добычи сырой руды до производства железорудных окатышей — подготовленного сырья для металлургических заводов. Производимая продукция: окатыши железорудные неофлюсованные, щебень из вмещающих горных пород и отходов сухого магнитного обогащения железистых кварцитов фракции 0-40 мм, 5-20 мм и 20-40 мм. Промышленный комплекс ЦГОКа имеет в своем составе месторождения открытой и подземной добычи железистых кварцитов, перерабатывающий цикл в составе дробильной, обогатительной и фабрики окомкования. Сырьевая база ЦГОКа представлена карьером № 1 (Глееватское месторождение), карьером № 3 (Петровское месторождение), карьером № 4 (Артёмовское месторождение), шахта им. Орджоникидзе, шахта им. Артёма № 2, шахта «Гигант-глубокая». Общие запасы сырья оцениваются в 463 млн тонн магнетитовых кварцитов. ЦГОК реализует программу повторного обогащения отходов для получения железорудного концентрата (содержание железа 65 %).

## Продукция
- железорудный концентрат (содержание железа 66,3—68 %);
- офлюсованные окатыши (содержание железа 59,9 %);
- неофлюсовнные окатыши (содержание железа 63,5 %).

Основные потребители продукции комбината: Криворожсталь, Азовсталь, Днепровский МК им. Ф. Э. Дзержинского, ДМК им. Петровского, Енакиевский МЗ, меткомбинаты Польши, Румынии, Словакии и Чехии.

## Награды
- Почётная грамота Президиума Верховного Совета УССР[2].

## Персоналии
- Гиль, Павел Евстафьевич — машинист экскаватора, Герой Социалистического Труда (1981).

Директора:
- Донченко Иван Григорьевич (1957—1961);
- Статкевич, Артём Александрович (1961—1970);
- Клочко Анатолий Иванович (1970—1981);
- Храпко, Олег Иванович (1981—1985);
- Димченко Олег Васильевич (1985—1996);
- Петряка В. М.;
- Мовчан, Владимир Петрович;
- Оселедько В. А.;
- Вилкул, Александр Юрьевич;
- Шевчик, Дмитрий Владимирович (1 сентября 2015 — апрель 2024)[3].